# 尖閣神社
25°44′33″N 123°28′17″E / 25.74250°N 123.47139°E
尖閣神社是一座位於釣魚台列嶼（日本稱尖閣群島）上的神社，日本登記的戶籍地址為「日本國沖繩縣石垣市字登野城尖閣諸島魚釣島」。內部供奉的是從伊勢神宮所請來的天照大御神。

## 概要
該神社於2000年4月20日建立，目的為保佑东海上行駛船隻的安全。建築工程由知名的右翼團體日本青年社主導，一旁還有座木造的祠。神社完工後是自第二次世界大戰結束以來有神主首度登島。每年青年會在派人登島為一旁所建的兩座燈塔定期保養檢測時，順便舉行一年一度的船舶航行安全祈願祭。2006年青年社將燈塔捐給日本政府，目前由海上保安廳管理。
2004年有幾位中國的示威者登上釣魚島，青年社通報沖繩縣警方處理，警方將他們逮捕並做了損毀的紀錄。事後青年社將祠重建並豎立了一塊刻有「尖閣神社」的石板。祠和石板都是用花崗岩製成。